# جنگل شروود
جنگل شروود (انگلیسی: Sherwood Forest) جنگل سلطنتی در ناتینگهام‌شر، انگلستان است که به خاطر افسانهٔ رابین هود مشهور شده است.
این جنگل از اتمام عصر یخ‌بندان به وجود آمد که مساحت آن حدود ۴۲۳٫۲ هکتار است. که روستای ادوینزتو را احاطه کرده است و محوطهٔ، تالار ثورسبی است.

## نگارخانه

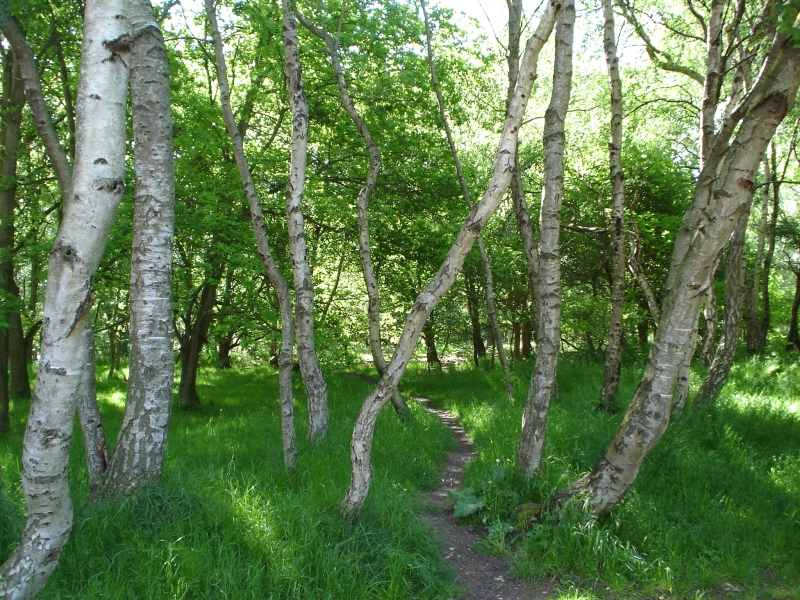
درختان جنگل شروود

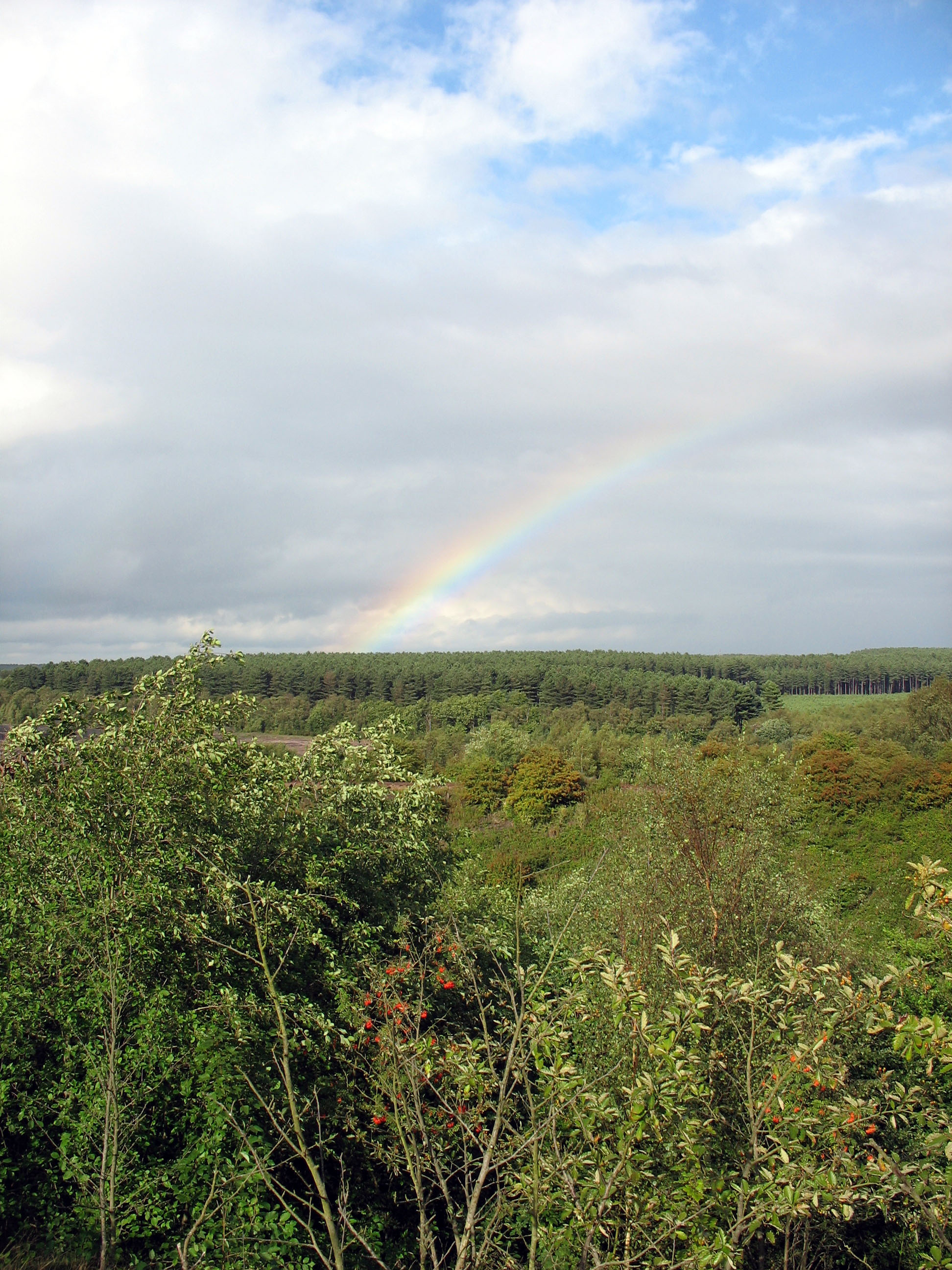
نمای شمالی جنگل شروود